# Íriel Fáid
Irial Fáid ou Fáith (le Prophète),est le plus jeune fils d'Érimón et de son épouse Tea la fille de Lugaid mac Íth . D'après  les légendes médiévales et la tradition pseudo-historique irlandaise il est Ard ri Erenn.

## Règne
Irial Fáid prend le pouvoir après avoir tué Ér, Orba, Ferón et Fergna, les fils d'Eber Finn, lors de la Bataille de Cul Martha, afin de venger la mort de ses propres frères Luigne and Laigne.
Selon la tradition il défriche douze plaines et édifie sept forts royaux, et combat quatre  batailles contre les Fomoires. Après avoir régné pendant 10 ans il meurt à Mag Muaide et à comme successeur son fils  Ethriel.

## Chronologie
Le Lebor Gabála Érenn  place sa mort pendant le règne du mythique roi « Tautanes » en Assyrie soit 1191-1182 av J.-C. selon les Chronologies de Saint Jérôme et d'Eusèbe de Césarée
Geoffrey Keating attribue comme dates à son règne  de 1269 à 1259  av. J.-V. les Annales des quatre maîtres de 1681-1671 av J.-C.

## Source
- (en) Cet article est partiellement ou en totalité issu de l’article de Wikipédia en anglais intitulé « Íriel Fáid » (voir la liste des auteurs), édition du 4 avril 2012.